# Padulle
Padulle è la frazione sede comunale del comune di Sala Bolognese, nella città metropolitana di Bologna.

## Monumenti e luoghi d'interesse

### Architetture religiose
- Chiesa di Santa Maria Assunta, anche nota come Santa Maria Assunta di Padulle, è la parrocchiale della frazione e risale al XIV secolo.[2]

### Architetture civili
- Casa Largaiolli, villa di campagna con parco addossata all'argine del Reno.[3]